# オルドス市
オルドス市（オルドスし、モンゴル語：ᠣᠷᠳᠣᠰ
ᠬᠣᠲᠠ、転写：Ordos qota、オルドス・ホト、鄂爾多斯市）は、中華人民共和国内モンゴル自治区西南部に位置する地級市。黄河が北に大きく屈曲した地点にあたるオルドス高原に位置する。2002年2月26日、イフ・ジョー・アイマク（伊克昭盟）からホト（市）となった。

## 行政区画
2トーリグ（市轄区）、7ホショー（旗）を管轄する。
- トーリグ（市轄区）
  - ヒヤバグシ・トーリグ（康巴什区）
  - 東勝区
- ホショー（旗）
  - ジューンガル・ホショー（準格爾旗）
  - ダラト・ホショー（達拉特旗）
  - ハンギン・ホショー（杭錦旗）
  - オトク・ホショー（鄂托克旗）
  - オトク・オムノト・ホショー（鄂托克前旗）
  - ウーシン・ホショー（烏審旗）
  - エジンホロ・ホショー（伊金霍洛旗）

| オルドス市の地図                                                                                      |
| --- |
| 東勝区 1 ダラト旗 ジュンガル旗 オトク前旗 オトク旗 ハンギン旗 ウーシン旗 エジンホロ旗 1. ヒヤバグシ区 |

### 年表
この節の出典

#### 綏遠省イフ・ジョー盟
- 1949年10月1日 - 中華人民共和国綏遠省イフ・ジョー盟が成立。ジュンガル旗・ダラト旗・郡王旗・ハンギン旗・ジャサク(扎薩克)旗・ウーシン旗・オトク旗・ダラト旗組織訓練処・桃力民弁事処が発足。(7旗1組織訓練処1弁事処)
- 1949年12月8日 - イフ・ジョー盟が民族自治区に移行し、イフ・ジョー盟モンゴル族自治区となる。

#### イフ・ジョー盟モンゴル族自治区
- 1949年12月21日 (1県7旗)
  - 東勝県を編入。
  - ダラト旗組織訓練処がダラト旗に編入。
  - 桃力民弁事処がオトク旗・ハンギン旗に分割編入。
- 1950年4月7日 (1県7旗2区)
  - 陝西省陝北行政区楡林分区神木県の一部が分立し、通格朗区が発足。
  - 郡王旗の一部が分立し、ダルグート(達爾扈特)区が発足。
- 1950年6月1日 - 山西省興県専区河曲県の一部が分立し、十里長灘区が発足。(1県7旗3区)
- 1951年11月20日 - 陝西省楡林専区靖辺県の一部がオトク旗に編入。(1県7旗3区)
- 1952年2月 - 寧夏省陶楽県の一部がオトク旗に編入。(1県7旗3区)
- 1952年10月21日 (1県7旗)
  - 通格朗区・ダルグート区がジャサク旗に編入。
  - 十里長灘区がジュンガル旗に編入。
- 1953年9月15日 - 集寧専区包頭県の一部がダラト旗に編入。(1県7旗)
- 1953年9月28日 (1県7旗)
  - ハンギン旗の一部が陝壩専区米倉県と合併し、陝壩専区ハンギン後旗となる。
  - ダラト旗の一部が陝壩専区晏江県と合併し、陝壩専区ダラト後旗となる。
- 1954年1月28日 - 綏遠省の内モンゴル自治区への編入により、内モンゴル自治区イフ・ジョー盟となる。

#### 内モンゴル自治区イフ・ジョー盟
- 1954年6月 - 平地泉行政区サラチ(薩拉斉)県の一部がダラト旗に編入。(1県7旗)
- 1955年1月10日 - ジュンガル旗の一部が平地泉行政区サラチ県に編入。(1県7旗)
- 1956年6月1日 - 陝西省楡林専区靖辺県の一部がウーシン旗に編入。(1県7旗)
- 1958年11月21日 - 郡王旗・ジャサク旗が合併し、エジンホロ旗が発足。(1県6旗)
- 1960年1月7日 - バヤンノール盟磴口県の一部がオトク旗に編入。(1県6旗)
- 1961年7月9日 - オトク旗の一部(桌子山鉱区)が分立し、海勃湾市が発足。(1市1県6旗)
- 1975年8月30日 - 海勃湾市がバヤンノール盟ウダ市と合併し、地級市の烏海市となる。(1県6旗)
- 1980年8月12日 - オトク旗の一部が分立し、オトク前旗が発足。(1県7旗)
- 1983年10月10日 - 東勝県が市制施行し、東勝市となる。(1市7旗)
- 2001年2月26日 - イフ・ジョー盟が地級市のオルドス市に昇格。

#### オルドス市
- 2001年2月26日 - イフ・ジョー盟が地級市のオルドス市に昇格。(1区7旗)
  - 東勝市が区制施行し、東勝区となる。
- 2003年 - エジンホロ旗の一部が東勝区に編入。(1区7旗)
- 2016年6月8日 - 東勝区の一部が分立し、ヒヤバグシ区が発足。(2区7旗)

## 歴史

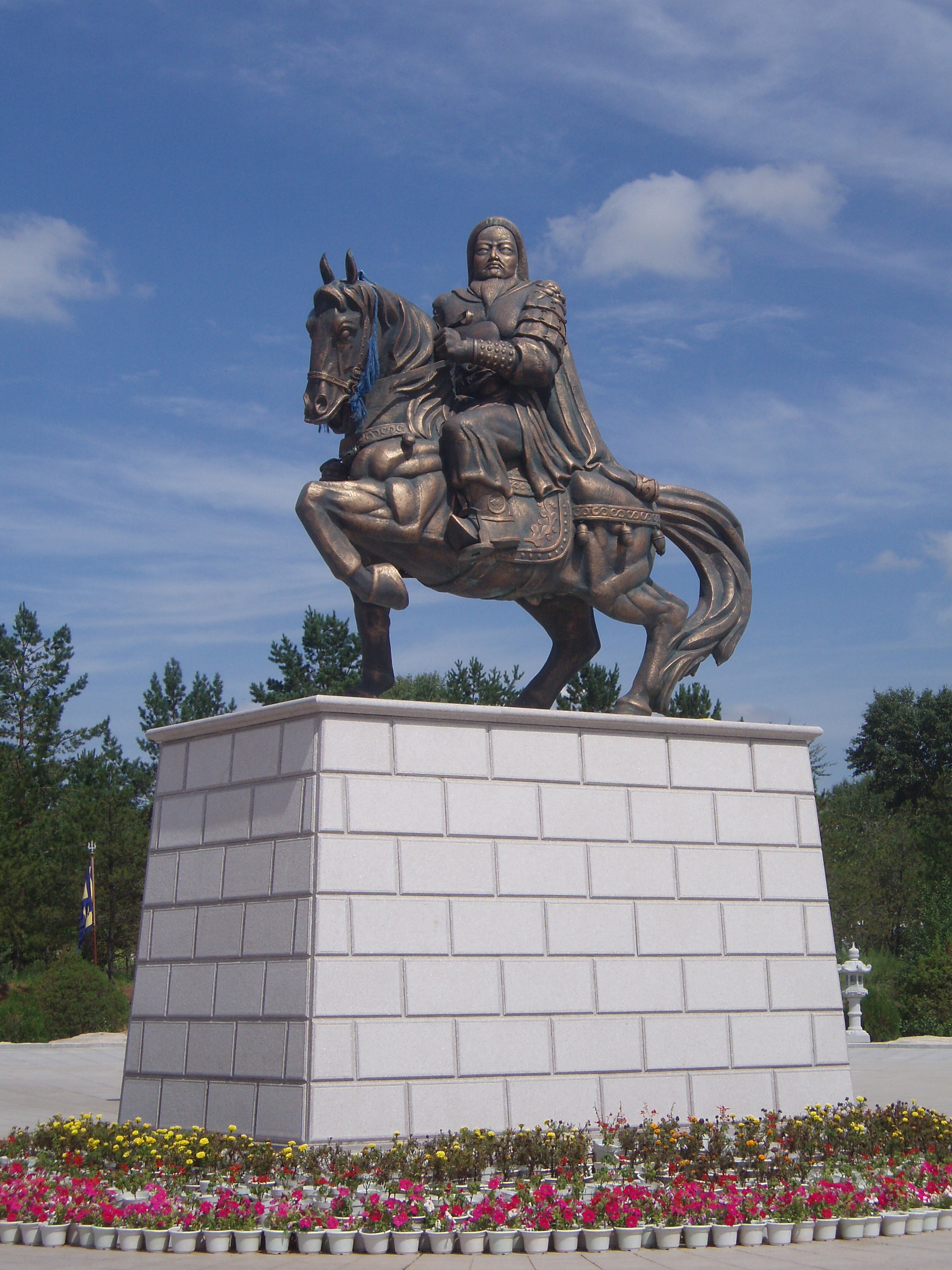
オルドス市のチンギス・カン騎馬像

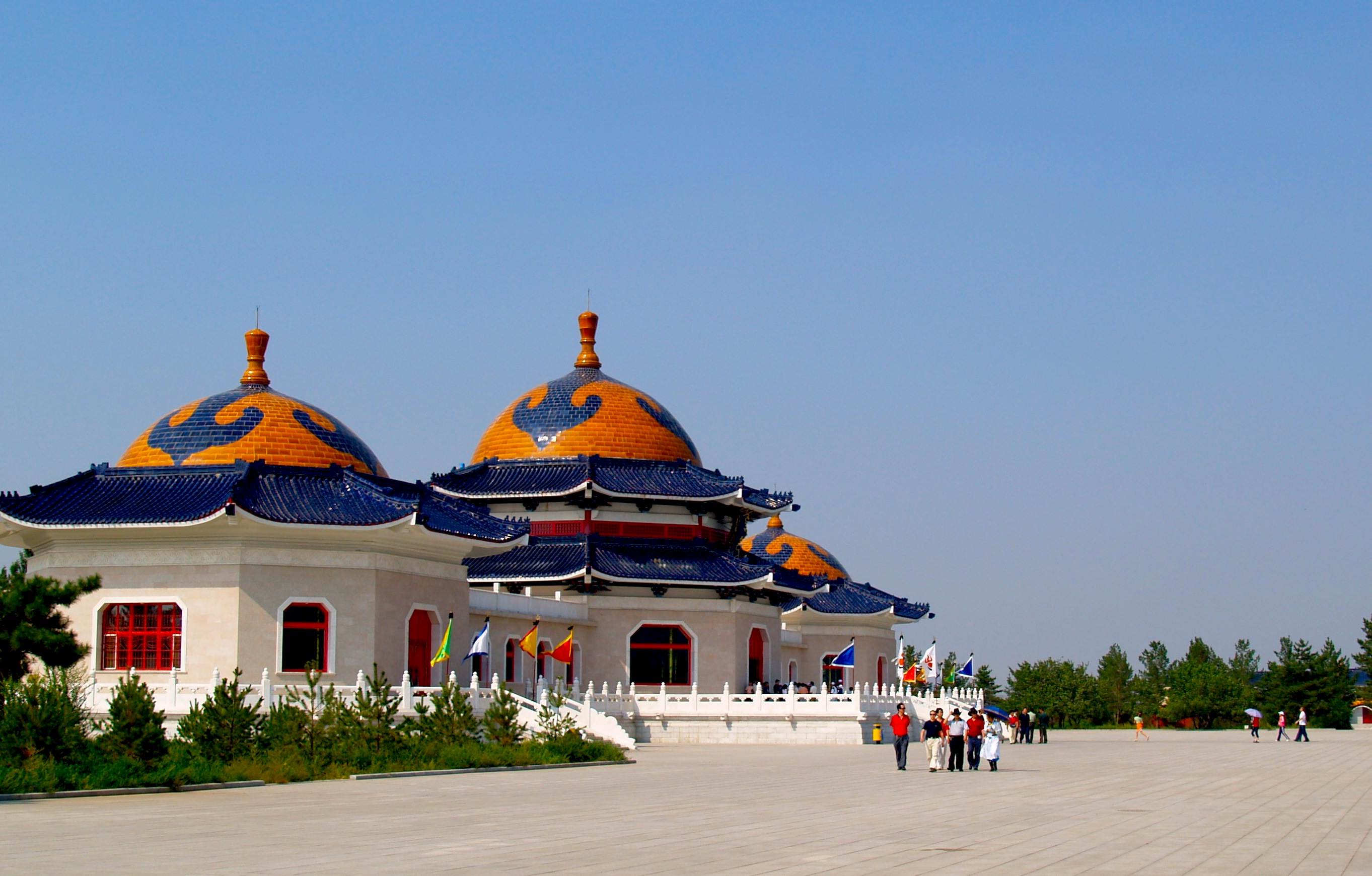
イジンホロ旗にあるチンギス・カン陵

15世紀にモンゴルのオルドス部部が移住してきたため、これにちなんで地名の上でも「オルドス」はと呼ばれるようになった。オルドスはモンゴル語・テュルク語で「宮廷」を意味する「オルド（宮帳の意）」の複数形に由来し、チンギス・カンの「八白室」を守護する陵墓守備隊の代名詞でもあった。オルドスは、モンゴル帝国の始祖チンギス・ハーンの生前の宮廷をチンギスの霊廟として奉祀しており、現在も成吉思汗陵が存在している（ただし、チンギスは密葬されたため、実際の墓ではない。もともと移動式のゲルでチンギスを祀っていたのを変更して、周恩来とウランフの後押しで1956年にできた建物であり、遺骸は棺になく、弓矢や鞍などが祀られてる。しかし、棺を担いだオルドスの扎薩克で中国最後のモンゴル王公である奇忠義は人骨の一部が納められていたとも証言している）。

### 先史文化
オルドス市の市域は遊牧の好適地であるとともに、モンゴル高原から華北、華北からモンゴル高原に通じる交通上の要衝であった。
オルドス草原の南端には、陝西省北西部の定辺県に源を発し、内モンゴル鄂托克旗、烏審旗を流れ、八吐湾村から東に折れて陝西省北部に再び入り、響水河と合流して南東方向へ黄河の支流である無定河へと注ぐ川がある。地層の緩いムウス砂漠を侵食し、「U」字形の河谷を形成しているこの川は、サラ・ウス川（薩拉烏蘇河）と呼ばれる。サラ・ウス（薩拉烏蘇）とはモンゴル語で「黄色の水」を意味し、その名の通りここの川水は一年中濁っている。川の両岸にはタマリスク（紅柳）が生い茂っていることから、「紅柳河」とも呼ばれる。まさにこの川の一帯が重要な遺跡地域である。
1922年、フランスのカトリック神父エミール・リサンが、この地で初めて「オルドス人」（河套人）の門歯化石を発見した。その後、中国の考古学者も何度も実地調査を行い、大量の文物を発掘した結果、早くも3万5000年前に「河套人」がこの地に生活していたことが証明された。「河套人」が創造した物質文化は現在「サラ・ウス文化」（薩拉烏蘇文化）と呼ばれている。地質、動物化石、石器の総合的な分析研究により、サラ・ウス文化は旧石器時代後期文化であると認定されている。
河套文化は草原文化と黄河文化の融合の産物であり、その長期にわたる生成発展と複雑な変遷・伝承の過程、特にウラト（烏拉特）、オルドス（鄂尔多斯）のモンゴル文化との関係は、河套文化と黄河文化の関係をも説明している。草原文化において、河套文化は源であり、また流れでもある。源として、河套文化は北方草原文化と共に生まれ育った歴史的蓄積を持つ。流れとして、内モンゴル東部の紅山文化や科爾沁文化などのモンゴル古典文化とは異なり、独自の発展方向を持っている。草原文化の源流の中で、それは旧石器時代後期に淵源を発し、古代少数民族の興隆と共に始まり、秦漢明清時代の軍屯開墾によって生成され、現当代の新しい文明へと続く文化体系であり、豊かな草原文化の中の独立した単一文化圏であり、完全な地域文化体系として、草原文化の構成において重要な位置を占めている。

### 上古
周以前は鬼方、林胡、楼煩などの遊牧民族の地であった。紀元前5世紀末、現在のオルドス東部のジュンガル旗（准格尔旗）一帯は魏の上郡となった。秦の恵文王十年（紀元前328年）、魏は秦に敗れ、上郡を秦に割譲した。その後、秦国はオルドス南西部のオトク前旗（鄂托克前旗）、オトク旗（鄂托克旗）およびその隣接地域に北地郡を設置し、その他の地域は楼煩などの遊牧部族の居住区であった。趙の武霊王二十年（紀元前306年）、趙国は林胡、楼煩を打ち破り、オルドス北東部一帯に雲中郡、九原郡を設置した。
始皇帝二十六年（紀元前221年）、始皇帝が中国を統一すると、現在のオルドス一帯に郡県を設置した。オトク旗、オトク前旗一帯は北地郡に属し、ジュンガル旗、イジンホロ旗（伊金霍洛旗）東部一帯は雲中郡に属し、ダラト旗（達拉特旗）、ジュンガル旗北部一帯は九原郡に属し、ウーシン旗、オトク前旗、イジンホロ旗南部一帯は北地郡に属し、これら四郡の下に34県が置かれた。オルドスは秦漢時代に「河南地」と「新秦中」という二つの古称を持った。「河南地」は黄河の南に位置することを指し、白羊國王はかつて河南王と称した。また秦漢は何度も「河南地」すなわち河套地区に移民や守備兵を送り込み、元の秦中地区の人々が大量に河套地区へ北遷したため、「新秦中」という称号が生まれた。
始皇帝は紀元前212年から紀元前210年にかけて、蒙恬に命じて重要な軍事道路である秦直道を建設させた。秦直道は南の都咸陽の軍事要地雲陽林光宮から北の九原郡までを結び、オルドス市を通過し、3つの旗と1つの区を経由している。現在、オルドス市には秦直道遺跡保護単位が設置されている。朔方郡は漢代の北方辺郡の一つであり、西漢の武帝の時代に設置された。紀元前127年（元狩二年）、武帝は衛青、李息に命じて匈奴を攻撃させ、雲中郡から出兵し、西へ高闕を経て、さらに西の符離（現在の甘粛省北部）まで進み、河套以南の元秦王朝の管轄地（通称「新秦中」）を回復し、陰山以南の河套地帯に朔方郡を設置した。そのうち、朔方県の城址は現在のオトク旗北西部にあることが確認されている。
漢の元朔二年（紀元前127年）、西漢は現在のオルドス・ダラト旗北部地区に五原郡を設置し、郡の下に河陰、曼柏、高興の三県を置いた。ハンギン旗（杭錦旗）一帯には朔方郡を設置し、郡の下に臨戎、沃野、臨河、広牧、朔方、呼遒、渠搜などの県を置いた。ジュンガル旗北部地区には雲中郡を設置し、郡の下に沙南県を置いた。現在のジュンガル旗東部および東勝区、イジンホロ旗の関連地区には西河郡を設置し、郡の下に谷羅、富昌、美稷、増山、虎猛、大成の6県を置いた。現在のウーシン旗一帯には上郡を設置し、郡の下に奢延、白土、高望の3県を置いた。西漢の元狩二年（紀元前121年）、西漢は漢に投降した匈奴人を管理するため、オルドス地区に五つの郡、すなわち上郡、西河郡、五原郡、朔方郡、雲中郡を設置した。匈奴の呼韓邪単于は、漢に入朝を願い、竟寧元年（紀元前33年）に入朝した。この時、呼韓邪単于は漢の婿となることを願い、元帝は後宮の女性王昭君を閼氏（えんし）として賜った。
始建国二年（西暦10年）、王莽が権力を簒奪した後、現在のオルドス地区を支配するため、朔方郡を渠搜郡に、五原郡を獲降郡に、雲中郡を受降郡に、西河郡を帰新郡に改称した。国家財政の困難にかんがみ、漢の光武帝劉秀は地方行政機構の一部削減を決定し、東漢の建武十一年（35年）と建武二十年（44年）に相次いで朔方郡、五原郡を廃止し、現在のオルドス地区を并州（現在の太原市）の管轄とした。東漢の建武二十六年（50年）、東漢は再び現在のオルドス地区を朔方郡、五原郡、雲中郡、河西郡、上郡に分割して隷属させた。朔方郡は現在のオルドス・ハンギン旗南部、オトク前旗一帯を管轄し、下に朔方県、広牧県、大成県を置いた。五原郡はダラト旗とジュンガル旗の北部一帯を管轄し、下に河陰県、曼柏県を置いた。雲中郡は現在のジュンガル旗北東部地区を管轄し、下に沙南県を置いた。河西郡は現在の東勝市、イジンホロ旗とジュンガル旗南西部一帯を管轄し、下に美稷県、平定県を置いた。上郡は現在のイジンホロ旗南部とウーシン旗一帯を管轄し、下に楡林県、奢延県を置いた。
漢趙の光初二年（319年）、後趙は現在のハンギン旗北部に朔州を建立した。夏国の龍昇元年（407年）、匈奴の首領赫連勃勃は「天王、大単于」と称し、現在のウーシン旗南部のサラ・ウス河畔に大夏国を建国した。鳳翔元年（413年）、十万の各族人民を使役し、「蒸土築城」法を用いて朔方水（現在の紅柳河）の北、黒水の南に都城を造営した。名を「統万城」とし、「天下を統一し、万郡に臨む」という意味を込めた。この城は7年の歳月をかけて完成した。城の基底部の厚さは25メートル、城壁の高さは23.33メートル、幅は11.16メートルであった。その遺跡は今日でも見ることができる。北魏の始光二年（425年）、北魏は現在のイフ・ジョー盟北部辺境一帯に沃野、懐朔、撫冥、柔玄、懐荒、武川の六鎮を設置し、統万城を統万鎮と改めた。現在のジュンガル旗黄河沿岸一帯に朔州を建立し、現在のオトク前旗一帯に西安郡を設置した。統万鎮を中心に夏州を設け、夏州の下に化政郡を置き、同郡は革融県、岩緑県を管轄した。熙部は山鹿県、新囶県を管轄した。金明郡は永豊県、啓寧県、広洛県を管轄した。代名郡は呼酋県、渠搜県を管轄した。霊州は現在のオトク前旗一帯を管轄し、塩州大興郡は現在のオトク前旗南部一帯を管轄し、五原郡は現在のオトク前旗城川一帯を管轄し、東夏州上郡沃野鎮、悦跋城は現在のオトク前旗西部一帯を管轄した。北魏の正光六年（525年）、朔州を廃止し、朔州の現在のオルドスにおける領域を并州に編入した。北魏の永熙三年（534年）、北魏は現在のオルドス南部に夏州を設置した。

### 中世
隋の開皇九年（589年）、隋朝は現在のジュンガル旗、ダラト旗、東勝区一帯に楡林郡を設置し、下に楡林県、富昌県、全河県を置いた。現在のウーシン旗とオトク旗の隣接地区に朔方郡を設置し、下に岩緑県、寧朔県、徳静県、長沢県を置いた。現在のダラト旗とハンギン旗の北部辺境に五原郡を設置し、隋の開皇五年（585年）にはこの地に豊州を設置しており、下に九原県、永豊県、安化県、大同城を置いた。現在のオトク旗、オトク前旗の黄河沿岸地区に霊武郡を設置し、下に杯遠県、霊武県、回楽県、弘静県、豊安県を置いた。現在のオトク旗とオトク前旗一帯に塩川郡を設置し、下に五原県を置いた。現在の内モンゴル自治区オルドス市ジュンガル旗最北端の十二連城郷には、今日でも古城の遺跡が残っており、その名は十二連城という。十二連城は十二の城が連結して構成されている。『元和郡県志』の記載によれば、十二連城は元々隋唐時代の勝州楡林城であり、隋文帝開皇三年（583年）に創建され、当時この城は戦略上の要衝であった。
唐王朝が建立されると、唐の高宗は咸亨三年（672年）に現在のオルドス地区を関内道に編入した。現在のジュンガル旗、東勝区東部に勝州を設置し、下に楡林県、河浜県を置いた。現在のイジンホロ旗南部およびウーシン旗一帯に夏州を設置し、下に岩緑県、徳静県、寧朔県、長沢県を置いた。現在のオトク旗、オトク前旗に宥州を設置し、下に延恩県、帰仁県、懐徳県、長沢県を置いた。オトク前旗南部に塩州を設置し、下に五原県を置いた。現在のオトク旗、オトク前旗西部地区に霊州を設置し、下に懐遠県を置いた。ハンギン旗北部に豊州を設置し、下に九原県、永豊県を置いた。唐末、オルドスはそれぞれ霊武節度使（朔方節度使または霊塩節度使とも称された）、振武節度使によって占領された。
北宋の建隆元年（960年）、北宋は現在のオルドス東部地区に麟州新秦郡を設置し、下に新秦県を置いた。現在のオルドス南部地区に夏州、宥州を設置し、南西部に塩州を設置した。
遼の神冊元年（916年）、遼朝は現在のジュンガル旗、ダラト旗、東勝区、イジンホロ旗東部地区に振武軍を設置し、勝州を廃止した。遼の天顕四年（929年）、現在のダラト旗、ジュンガル旗北部に西南面招討司（治所は天徳軍）を設置し、下に富民県、振武県を置いた。現在のダラト旗南西部、東勝区東部に河清軍を設置した。現在のジュンガル旗南部および東勝市東部一帯に全粛州を設置した。現在のダラト旗、ジュンガル旗東部に東勝州を設置し、下に楡林県、河浜県を置いた。現在のダラト旗、ジュンガル旗北部に雲内州を設置し、下に柔服県、寧人県を置いた。

#### 八白室
「オルドス」は漢語で直訳すれば「八つの白いゲル（室）」となるが、理解を助けるために一般的には「衆多の宮殿」と訳される。チンギス・カンはある行軍の途中で現在のオルドス地区を通過した際、馬の鞭を落とし、この地の水草の豊かさに感嘆し、死後はここに葬られたいと述べたという。1227年8月、チンギス・カンは西夏遠征の途上で病没した。チンギス・カンの三男オゴデイ・カアンは、チンギス・カンの霊柩と遺物を白いフェルトのゲル（帳）に安置して祀り、これを総称して八白室（ナイマン・チャガン・ゲル）と呼んだ。元世祖クビライの時代になると、八白室の祭礼と祭文の細則が規定され、聖旨が発布されて一年四季祭祀が行われるようになり、モンゴル帝国の大祭祀となった。八白室のうち、チンギス・カンと数人の夫人の霊柩が三つの白室を構成する。チンギス・カンが生前に用いた馬鞍、弓矢、乳桶、史料書籍、そしてチンギス・カンの膳封を受けた転生の白神馬が他の五つの白室を構成する。そしてダルハド人に代々守護を命じた。八白室はモンゴル民族が巡礼する聖地であり、チャガン・スリュク（九十九匹の白馬の乳による祭祀）は八白室における一年で最も重要な大祭礼である。チンギス・カンはかつて九九八十一匹の牝馬の群れを用いて蒼天に乳を撒き、転生の白神馬を白い緞子で飾り立てて祀った。八白室は移動可能な霊廟であり、チンギス・カンの黄金家族（アルタン・ウルク）の権力の象徴であった。
元代になると、クビライが中原に入主し、八白室もそれに伴って大都に移された。15世紀70年代、マンドゥール・ハーンがオルドス部を率いて黄河以南の一帯に入り、八白室はオルドスに移された。間もなく、マンドゥール・ハーンの子マンドライは草原の覇権を狙い、チンギス・カン黄金家族に背き、八白室を自らの支配下に置いた。16世紀初頭、チンギス・カンの第15代の孫であるバトゥ・モンケ（ダヤン・ハーン）がモンゴル各部を統一し、八白室はようやくチンギス・カン黄金家族の元に戻った。

#### 六旗会盟
清の順治六年（1649年）、清朝はモンゴル民族オルドス部を6つの旗に分割した：オルドス左翼中旗（旧郡王旗）、位置は河套内中央やや東寄り、ジャサク（旗長）の駐在地は敖西喜峰；オルドス左翼前旗（現ジュンガル旗）、位置は河套内南東、ジャサクの駐在地は扎拉谷；オルドス左翼後旗（現ダラト旗）、位置は河套内北東、ジャサクの駐在地は巴爾哈遜湖；オルドス右翼中旗（現オトク旗）、位置は河套内中央やや西寄り南、ジャサクの駐在地は錫拉布里多諾爾；オルドス右翼前旗（現ウーシン旗）、位置は河套内南西、ジャサクの駐在地は巴哈諾爾；オルドス右翼後旗（現ハンギン旗）、位置は河套内北西、ジャサクの駐在地は鄂爾吉虎諾爾河。後にオルドス右翼前末旗（旧ジャサク旗）が増設された。位置は河套内中西部、ジャサクの駐在地は忽雞図希里。その後、オルドス部六旗は王愛召で会盟し、これがイフ・ジョー盟（伊克昭盟）となった。

#### ダルハド人
内モンゴル自治区オルドスイジンホロ鎮には、かつて軍中の勇士や王朝の重臣によって構成された守陵隊が、780年間、世代から世代へと途切れることなく故チンギス・カンの霊帳を守護し続けている。この隊は「ダルハド」（モンゴル語で「神聖な使命を担う者」の意）と呼ばれている。チンギス・カンの逝去の日から、戦功卓越し、チンギス・カンに最も忠誠を尽くした部将とその子孫の中から精鋭部隊が選抜され、「奉祀の神」を守護し祭祀する使命を担うことになった。この特殊な部隊が、後に「ダルハド」と呼ばれるチンギス・カンの守陵人である。現在、ダルハド人は6000人以上に達している。大殿内で日常および重要な祭祀の執行に携わるダルハドは「ヤムタン」（衙門特）と呼ばれ、世襲制であり、祭祀を主宰する者、音楽を演奏する者、祝詞を唱える者などがいる。現在、チンギス・カン陵で働くダルハド人は、毎月公務員基準の給与を定期的に受け取っている。

### 清代
清代には漠南蒙古の一部に属し、後に帰綏道が置かれ、山西省に属した。清の順治六年（1649年）、清朝はモンゴル民族オルドス各部族を六つの旗に分けた：オルドス左翼中旗（旧郡王旗）、位置は河套内中央やや東寄り、ジャサクの駐在地は敖西喜峰；オルドス左翼前旗（現ジュンガル旗）、位置は河套内南東、ジャサクの駐在地は扎拉谷；オルドス左翼後旗（現ダラト旗）、位置は河套内北東、ジャサクの駐在地は巴爾哈遜湖；オルドス右翼中旗（現オトク旗）、位置は河套内中央やや西寄り南、ジャサクの駐在地は錫拉布里多諾爾；オルドス右翼前旗（現ウーシン旗）、位置は河套内南西、ジャサクの駐在地は巴哈諾爾；オルドス右翼後旗（現ハンギン旗）、位置は河套内北西、ジャサクの駐在地は鄂爾吉虎諾爾河。後にオルドス右翼前末旗（旧ジャサク旗）が増設された。位置は河套内中西部、ジャサクの駐在地は忽雞図希里。その後、オルドス部六旗は王愛召で会盟し、オルドス7旗を1盟とするイフ・ジョー盟（伊克昭盟、漢語で大廟の意）となった。その行政体制は20世紀初頭まで続いた。
清朝年間、八白室はオルドスのアルタン・ガンデル・オボー（阿拉騰甘徳爾敖包）付近に移された。これより、この地はイジンホロ（聖主陵園の意）と呼ばれるようになった。

#### 走西口
清代は中国の人口発展史上、重要な時期であった。清初、康熙・雍正・乾隆の三代を経て回復発展し、乾隆朝には全国人口が三億の大台を突破した。人口と土地の矛盾が先鋭化し、大量の内地の貧民が生活苦から走西口、闖関東、下南洋へと向かい、当時の三大移民潮流を形成した。「走西口」とは、清代以降、何万もの晋（山西）、陝（陝西）などの地の民衆がオルドス、帰化城（フフホト）、土黙特、察哈爾などへ移民したことを指す。「走西口」はモンゴルの社会構造、経済構造、生活様式を変えた。山西出身者が移民に占める割合が比較的高く、山西の晋文化を内モンゴル中西部地区にもたらした。

### 近現代

中華民国時代、オルドス市は綏遠省に属した

辛亥革命後の1928年、国民政府は綏遠省を置き、イフ・ジョー盟はその南部に吸収された。
満州事変勃発後、徳王は日本軍と連絡を取り合うようになり、同じ内蒙古自治運動を指導していたユンデン・ワンチュク（雲王）などともに1933年に内蒙古王公会議を結成。国民政府に対して高度な自治を要求した。これを認める形で翌1934年に蒙古地方自治政務委員会が成立、徳王は秘書長となった。
その後1936年2月10日に関東軍の支持の下蒙古軍政府が成立すると総司令・総裁に就任。1936年11月に徳王麾下の内蒙軍や李守信と王英などの部隊が関東軍の後援をたのんで綏遠省に進出し、同省主席の傅作義軍に撃退された（綏遠事件）。盧溝橋事件の後に日本は内蒙古方面へ本格的に出兵し、1937年10月17日に包頭を占領。雲王・徳王・李守信はこれに応じる形で10月28日に厚和（綏遠を改称）にて蒙古聯盟自治政府を成立させた。
日本軍と蒙軍第四師、第八師は黄河を南下し、ダラト旗沿岸地域、ジュンガル旗東河套川、大営盤、七卜窯子、および東勝城郊、ハンギン旗王府、オトク旗桃力民などを占領した。イフ・ジョー盟七旗の王公貴族も動揺した。ダラト旗王爺康達多爾済、ダラト旗保安司令章景文、同旗保安団団長森蓋林慶は日本に投降し、「オルドス蒙古挺進隊司令」に任命された。
1938年1月21日、黄河結氷に乗じて、蒙軍第八師の明更巴彦爾団長が500余名を率いて包頭から突如ハンギン旗王府に侵入した。1月23日、ハンギン旗王爺阿拉坦敖其爾は包頭へ赴き、イフ・ジョー盟公署を設立して副盟長に就任した。ハンギン旗王府には日本軍の拠点が設けられ、飛行場が建設された。傅作義部の国民兵司令部副司令李大超は、綏遠省工委書記李致光中校を政訓処主任に招聘した。
1938年初、楡林の高双成の第22軍第86師、高致凱の第515団が東勝城を防衛した。1938年3月15日、日本の軍事顧問の指揮下で、ダラト旗大樹湾に駐屯する蒙軍第8師と投降したダラト旗保安団が、二手に分かれて東勝県城を攻撃したが、最終的に敗退した。
1939年春、日本軍機がハンギン王府、沙日特莫図、烏蘭阿貴廟を爆撃した。1939年11月、日本軍は再びダラト旗新城に進攻し、猛烈な爆撃の下で抗日軍民100名以上が死亡し、新城は陥落させた。旧暦12月末、日本軍は昭君鎮柴登灘を占領した。1941年3月、日本軍は新民堡を攻略した。
蒙古聯盟自治政府は、1939年9月1日に察南自治政府・晋北自治政府と合併し蒙古聯合自治政府となった。首都は張家口に置かれ、名目としては汪兆銘政権下の自治政府という位置づけだった。
中華人民共和国成立後、内モンゴル自治区に編入され現在に至る。1954年、中華人民共和国中央人民政府は八白室をイジンホロ旗に戻した。2001年、イフ・ジョー盟（伊克昭盟）を廃止し、地級市のオルドス市を設立した。2016年6月8日、カンバシ区（康巴什区）を設立し、オルドス市東勝区のハバグシ街道（哈巴格希街道）、青春山街道、浜河街道をカンバシ区の管轄とした。

満州事変後、日本の関東軍の支援を受けて徳王（デムチュクドンロブ）の自治独立運動が起こるとイフ・ジョー盟もこれに加わり、1939年成立の蒙古連合自治政府傘下に入った。国共内戦後、中華人民共和国のもとで最終的に綏遠省が廃止されて行政区として復活し、1956年に内モンゴル自治区に加わった。

## 経済

### 産業
招商局（企業誘致局）によると、羊（カシミア）、煤（石炭）、土（カオリン＝陶土）、気（天然ガス）、風（風力発電）、光（太陽光発電）を主に産出し、埋蔵されている鉱物資源は50種類を超える。石炭だけで2250億元（約2兆9250億円）の収益がある。2004年から炭鉱用地の収用が始まり、多くの農牧民が多額の補償金を受け取った。
- 石炭の予想埋蔵量は1兆トン、確認埋蔵量は4860億トンである。内モンゴル自治区の2分の1、全国の6分の1を占める。
- 天然ガスの確認埋蔵量は2兆3000億立方メートルである。全国の3分の1を占める。
- トロナ6000万トン
- 石膏35億トン
- 硫酸ナトリウム70億トン
- カオリン（陶土）65億トン
- 珪砂5000万トン
- 食塩1000万トン　など

特産の山羊からアルパシ・カシミアが取れ、世界のカシミア製品の4分の1が生産されている。
貧困都市であったが、1990年代から石炭生産に力を入れたことで中国有数の産炭地となり、石炭バブルによって空前の好景気に沸いた。2000年の西部大開発プロジェクトを受けて開発が進み、人口も約30万人から200万近くに急増した。2010年には中国全体ではマカオや香港と並ぶ中国本土で最も1人当たり域内総生産（GDP）が高い都市となった。

### 不動産開発とバブル崩壊後のゴーストタウン化、その後の成長

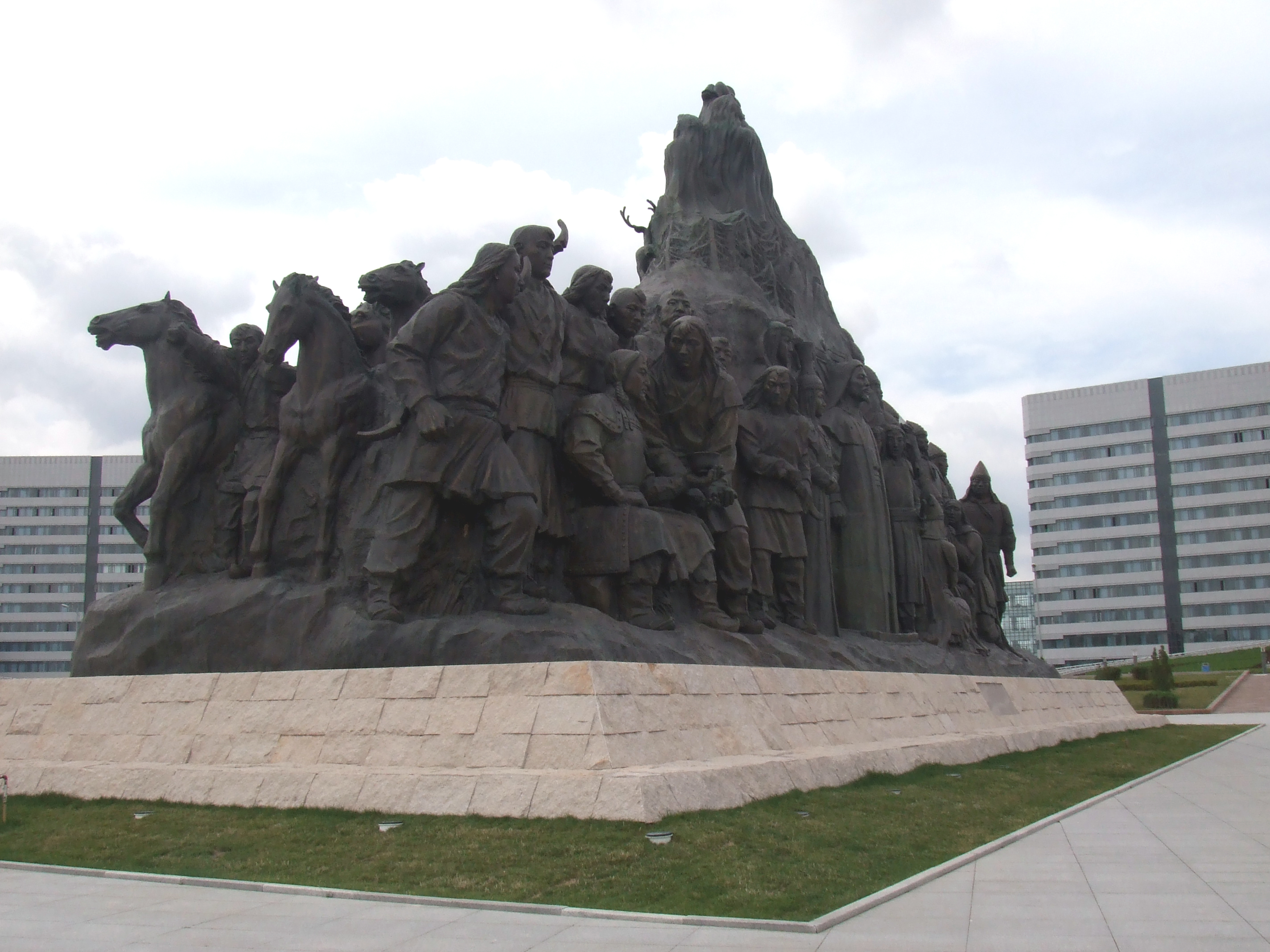
ヒヤバグシ新区のチンギスハーン広場

2000年代頃から中国景気が活発化し、中国本土や影響を受ける周辺諸国では都市部と内陸部との格差も拡大しつつも、炭鉱山のあったオルドス市は石炭バブルに支えられ、2012年までの10年間はオルドスの“黄金の10年”と言われた。2009年のオルドスの一人平均地区生産額（GDP）は134,400元に達し、これは北京や上海などの直轄市を含む全国の都市でトップであった。この好況を受けて、2004年に100万人都市を目指すヒヤバグシ新区（康巴什新区）建設に着手するなど、労働者受け皿としての不動産バブルの恩恵に浴して大変に潤った。しかし、石炭価格の暴落で市内はゴーストタウン（中国では鬼城）化してしまった。特に、康巴什新区は2009年にアルジャジーラが、2010年に米タイム誌がゴーストタウンの象徴として取り上げ、その記事を元に日本でもゴーストタウンのモデルと紹介され、同時に中国経済への疑惑が語られた。
『浙商網・浙江経済報道』の2013年の報道によると、石炭価格の大幅な値下がりにより市内に35ある炭鉱の半数以上が停止しており、市の成長率は内モンゴル最下位にまで落ち込んだと報じられており、1,000億元以上の負債を抱え、不動産市場が崩壊しているオルドス市は危機に瀕しており、中国の地方政府として初の破産に直面していると報じる中国メディアもあった。政府報告でも、2012年第1四半期の不動産の販売面積は93％減少、2012年の5月までの不動産投資額は50％減少、後半には建設中の工事の70％が停止か半停止状態になった。
しかしながら、オルドスを経済破綻とするのは短絡的であるという意見もある。石炭経済は消滅しておらず、オルドスの資源を渤海湾まで運ぶ蒙華鉄道も開通した。さらに、オルドスには天然ガス、風力資源、希土類も埋蔵している。また、ヒヤバグシ新区についてもアルジャジーラが訪問した当時は建設開始からわずか5年しか経過しておらず、人口も3万人に過ぎなかっが、2021時点では118796人が住み、4750の企業が営業しており、これをゴーストタウンと呼ぶのは難しいと指摘される。

### 暗号資産のマイニング
自前の石炭による火力発電により、市内は安価な電力供給が維持されていた。2007年頃、世界で暗号資産の流通が開始された。一部の暗号資産では信用取引を保証する改ざんの不可逆性を担保するデータの付加が求められており、このデータを得るにはその暗号資産による全ての取引を参照して計算しなくてはならないため、膨大な計算量を必要とする。しかしボランティア的に行われるこの計算を成功させた者には暗号資産での報酬が与えられる。この労力に見合う報酬が得られることから、この計算は暗号資産における「データマイニング」と呼ばれている。
マイニングを行うため、高性能なコンピュータを設置して計算させ、そのための安価な電気代で稼働できる場所探しが世界中で一斉に行われ、安価な電気代を提供していたジョージアのアブハジアなどとともにオルドス市も注目され、バブル崩壊後に再び投資が集中した。北京市に本社を置く世界最大のマイナーであるビットメインは市内の老舗のマイニング施設を買収している。仮想通貨の取引は中国では違法だが、採掘活動は売却で得た利益が中国に還元され、世界の7割超を中国が占めて市場を支配していることから、暫く中国政府に容認されていた。
しかし、こうした地域での電力インフラの多くは脆弱であり、また投資により一気増える負荷に対応できないなどの理由や、違法取締の強化の目的で2017年頃までに徐々にマイニングマシンへの税的優遇の廃止や電力供給の停止など規制が強まっている。このため国内マイニング業者は海外移転を進めており、オルドス市も例外ではなくなっている。

## 交通
- 空港
  - オルドス・エジンホロ空港 （鄂尔多斯伊金霍洛机场）
- 国道
  - G109国道
  - G210国道

## 著名な出身者
- 楊晶（政治家。内モンゴル自治区政府主席）
- 巴特爾（バスケットボール選手）
- 楊海英（文化人類学者）
- 楊魏玲花（鳳凰伝奇）

## 施設
- オルドス国際サーキット - 2010年に建設され、2011年にFIA GT1世界選手権が開催された。
- オルドス博物館
- チンギス・ハーン陵（中国語版）